# Britta Bilač
Britta Bilač (rođena Vörös) (Saalfeld, 4. prosinca 1968.), bivša istočno njemačka i slovenska atletičarka, natjecala se u disciplini skok u vis.
Rođena je u Istočno Njemačkome gradu Saalfeldu, do 1991. godine natjecala se za Istočnu Njemačku udala se za slovenskoga skakača u dalj Boruta Bilača, a 1992. godine dobila slovensko državljanstvo.
Godine 1994. Britta je bila proglašena Slovenskom sportašicom godine.
Najveće uspijehe postigla je na Mediteranskim igrama u Languedoc-Roussillou 1993. godine gdje je osvojila zlato i na Europskom prvenstvu u Helsinkiju 1994. godine gdje je osvojila zlato skokom od 2,00 metara što joj je osobni i slovenski rekord. Nastupala je na Olimpijskim igrama 1992. i 1996. godine.

## Vanjske poveznice
- Iaaf-ov profil Britte Bilač